# Spomenik Palim hrvatskim vojnicima u Prvom svjetskom ratu 1914. – 1918.
Spomenik "Palim hrvatskim vojnicima u Prvom svjetskom ratu 1914. – 1918." rad je dvojice kipara, Vanje Radauša i Joze Turkalja iz 1939. godine. Nalazi se na zagrebačkom groblju Mirogoju. Spomenik je prvotno postavljen 1919. godine, a skulptura dvojice kipara izrađena je 1939. godine. Natpis "Palim Hrvatskim vojnicima..." u srpnju 1945. izbrisali su jugokomunisti i sve do 1995. godine spomenik bio je bez natpisa. Natpis je iste godine obnovila Udruga ratnih veterana "Hrvatski domobran".